# Monarchie néerlandaise
Le monarque des Pays-Bas est le chef de l'État néerlandais, lequel est une monarchie constitutionnelle ayant un régime parlementaire. En tant que tel, le rôle et la position du monarque sont définis et limités dans la Constitution du royaume des Pays-Bas. Par conséquent, une grande partie de la Constitution néerlandaise est destinée à éclaircir la position du monarque ; environ un tiers de la Constitution décrit la succession, les mécanismes d'investiture et l'abdication du trône, les rôles et les responsabilités du monarque et les formalités de communication entre les États généraux du royaume des Pays-Bas et le monarque dans la création des lois.
La Constitution fait référence au monarque du royaume des Pays-Bas en employant le mot « roi » (koning), cependant il ne s'agit que d'une indication quant au rôle qui fait référence aussi bien à un homme qu'à une femme.

## Histoire
Lors de la République des Provinces-Unies la souveraineté est exercée par Leurs Hautes Puissances Messeigneurs les États généraux des Provinces-Unies des Pays-Bas. Le grand-pensionnaire présidait les États provinciaux et était considéré comme le chef de l'État par les puissances étrangères.
Sous les ordres des États généraux il y avait dans chaque province des gouverneurs militaires nommés par eux et appelés stathouders. Cette fonction de stathouder est vacante de 1650 à 1672 et supprimée de 1702 à 1747 date où elle est à nouveau décernée et devient commune à toute la République. La fonction de stadhouder de Hollande, la plus importante des provinces, a souvent été attribuée à des membres de la maison d'Orange-Nassau. Les stahouders sont des fonctionnaires militaires nommés au service de la République mais n'y exercent aucune souveraineté, celle-ci étant exercée par Messeigneurs les États généraux.
La maison d'Orange-Nassau vient de Diez en Allemagne. Leur titre prince d'Orange fut acquis par héritage de la Principauté d'Orange dans le Sud de la France en 1544. Guillaume d'Orange (aussi appelé Guillaume le Taciturne) fut le premier stathouder de Hollande de la Maison d'Orange (ironiquement désigné par Philippe II d'Espagne). De 1568 à sa mort en 1584, il s'est battu pour l'indépendance des Pays-Bas de l'Espagne.
L'actuelle monarchie fut fondée en 1813 quand les Français quittèrent les Pays-Bas. Le nouveau régime fut établi par Guillaume-Frédéric d'Orange-Nassau, le fils du dernier stathouder. Il régnait, à l'origine, sur le seul territoire de l'ancienne république avec le titre de « prince souverain ». En 1815, après que Napoléon s'était échappé de l'île d'Elbe, Guillaume-Frédéric fit des Pays-Bas un royaume et se proclama roi sous le nom de Guillaume Ier (Willem I). Du fait de remembrement de l'Europe à la suite du congrès de Vienne, la maison d'Orange-Nassau fut confirmée comme maison dirigeante du royaume des Pays-Bas étendu aux territoires de ce qui constitue actuellement la Belgique et le Luxembourg. Dans le même temps, Guillaume devint grand-duc héréditaire de Luxembourg en échange de la cession des terres héréditaires de sa famille en Allemagne aux Nassau-Weilbourg et à la Prusse. Le grand-duché du Luxembourg fut une province des Pays-Bas (jusqu'en 1839) et dans le même temps, un État membre de la confédération germanique. Il devint pleinement indépendant en 1839 mais resta en union personnelle avec le royaume des Pays-Bas jusqu'en 1890,,,.
L'abdication au trône est devenu une tradition de facto de la monarchie néerlandaise. La reine Wilhelmine et la reine Juliana abdiquèrent toutes les deux en faveur de leur fille et Guillaume Ier abdiqua en faveur de son fils aîné, Guillaume II. Les seuls monarques néerlandais décédés sur le trône furent Guillaume II et Guillaume III.
Le 28 janvier 2013, la reine Beatrix annonça son abdication en faveur de son fils, le prince royal Willem-Alexander, le 30 avril 2013.

## Rôle constitutionnel et position du monarque

### Succession, avènement, abdication et destitution du monarque

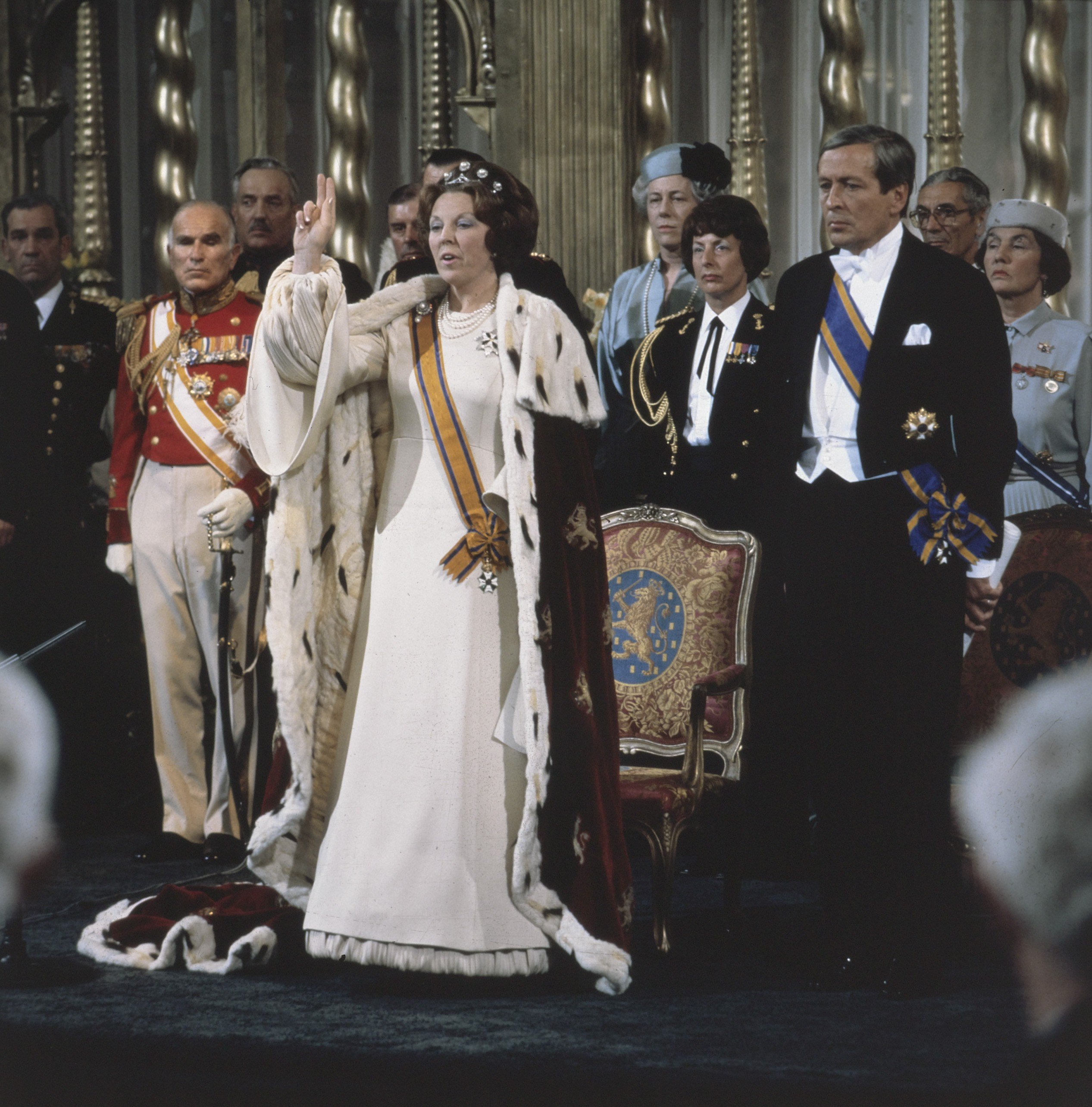
Prestation de serment de la reine Beatrix en 1980 en la Nouvelle église d'Amsterdam.

Le cycle correspondant aux phases du règne des monarques est décrit dans la section 1 du Chapitre 2 de la Constitution, dédiée au gouvernement des Pays-Bas.

#### Succession
La monarchie néerlandaise accorde le droit de succession aux héritiers de Guillaume Ier. L'héritier est déterminé au travers de plusieurs mécanismes : la primogéniture cognatique absolue et la proximité du sang. Les Pays-Bas ont introduit la primogéniture cognatique absolue à la place de la primogéniture à préférence masculine dans une loi en 1983. La proximité du sang limite la possibilité d'accession au trône aux personnes lié par le sang au monarque en place à trois degrés de parenté. Par exemple, les enfants de la princesse Margriet, tante du roi Willem-Alexander n'ont aucun droit de succession car leur parenté avec le roi, leur cousin, est au quatrième degré. Aussi, la succession se limite aux héritiers légitimes empêchant ainsi d'éventuelles revendications au trône de la part d'enfants nés hors mariage. Une situation particulière existe lorsque le roi meurt tandis que sa femme, la reine, est enceinte : l'enfant à naître est alors considéré comme l'héritier, sauf s'il est mort-né – auquel cas l'enfant est considéré n'avoir jamais existé, de façon que la proximité du sang puisse prendre le pas sur la primogéniture. Par conséquent, si l'ancien roi décède alors que sa femme est enceinte, l'enfant à naître est immédiatement considéré comme « né » et devient immédiatement le nouveau roi. Si la grossesse arrive à son terme et que l'enfant est mort-né, son règne sera effacé et la proximité du sang déterminera qui était le successeur de l'ancien roi.
Si le monarque est un mineur, un régent est désigné et exercera les fonctions royales jusqu'à ce que le monarque atteigne la majorité,. Le régent est traditionnellement le parent survivant du monarque mais la Loi fondamentale dispose que la garde et l'autorité parentale du monarque mineur doivent être déterminées par la loi ; toute personne peut être désignée régent, personne ayant la garde légale, voire les deux[pas clair].
Il y a un certain nombre de cas spéciaux dans la Constitution. Premièrement, s'il n'y a pas d'héritier quand le monarque décède, les États généraux peuvent désigner un successeur à la suggestion du gouvernement. Cette suggestion peut être faite avant la mort du monarque au pouvoir, par le monarque lui-même (au cas où il est certain que le monarque décèdera avant d'avoir eu des héritiers). Deuxièmement, certaines personnes sont exclues de la succession, il s'agit de :
- tout héritier apparent qui s'est marié sans la permission des États généraux. Celui-ci perd son droit de succession. Il s'agit de la généralisation de lois historiques selon lesquelles le monarque ne doit pas épouser un catholique pour empêcher le retour de la domination espagnole. Actuellement, la règle est utilisée pour empêcher les consorts royaux réellement répréhensibles[14].
- une personne qui est, ou est devenue fortement indésirable ou inapte en tant que monarque peut être retirée de l'ordre de succession par un acte des États généraux à la demande du monarque régnant. Cette clause n'a jamais été utilisée et est considérée comme une clause d'urgence. Par exemple, il pourrait s'agir d'un héritier apparent qui commet un acte de trahison ou qui souffre des conséquences d'un accident grave[15].

#### Investiture
Comme dans la plupart des monarchies, les Pays-Bas ne peuvent subsister sans monarque. Il doit y avoir un chef d'État afin de permettre au gouvernement de fonctionner. Pour cette raison, le nouveau monarque exerce ses fonctions au moment où l'ancien monarque quitte le trône. La seule exception est lorsqu'il n'y a aucun héritier. Dans ce cas, le Conseil d’État assume la fonction de monarque en attendant la nomination d'un monarque ou d'un régent.
Le monarque doit exercer ses fonctions et ses responsabilités pour le bien de la Nation. Il doit par conséquent jurer de respecter et faire respecter la Constitution et d'exécuter fidèlement ses fonctions. Il doit prêter serment le plus rapidement possible après son arrivée au pouvoir lors d'une session commune des États généraux réunis à Amsterdam. L'article 32 de la Loi fondamentale décrit que le serment doit avoir lieu dans « la capitale, Amsterdam » (« […] de hoofdstad Amsterdam […] »), qui est la seule phrase de la Loi fondamentale désignant Amsterdam comme capitale du Royaume.
Le monarque néerlandais n'est pas couronné, la prestation de serment du monarque constitue son acceptation du trône. Cette cérémonie n'est pas équivalente à une ascension sur le trône ; ce qui impliquerait qu'il y ait une vacance du pouvoir entre les monarques, ce qui n'est pas autorisé. Le successeur de l'ancien monarque monte sur le trône immédiatement après que le précédent monarque a cessé de régner. Le serment ne constitue qu'une acceptation publique de fonctions déjà acquises.

#### Fin du règne
Le règne du monarque prend fin dans deux circonstances :
- la mort (Guillaume II, Guillaume III),
- l'abdication (le monarque exprime sa volonté de se retirer – Guillaume Ier, Wilhelmine, Juliana, Beatrix).

Les deux événements entraînent la mise en œuvre du mécanisme régulier de succession. Il convient de remarquer que la Constitution considère ces deux situations si évidentes qu'elles ne sont pas explicitement mentionnées. Cependant, elles sont toutes les deux connues car la Constitution décrit ce qu'il se passe après la mort ou l'abdication du monarque.
La première de ces options est évidente. L'abdication quant à elle est une prérogative du monarque mais est aussi permanente ; il ne peut retourner sur le trône, et aucun des enfants éventuellement nés après l'abdication ne peut y prétendre.
La coutume récente indique que le monarque ayant abdiqué prend de nouveau le titre de prince ou de princesse. Toutefois, le monarque défunt (qu'il ait ou non abdiqué) est, par la coutume, toujours appelé « roi » ou « reine ». Par exemple, Juliana des Pays-Bas devint reine le 4 septembre 1948 et redevint princesse le 30 avril 1980 après son abdication, mais est appelée reine Juliana depuis sa mort le 20 mars 2004.

#### Perte temporaire d'autorité
Il y a deux situations lors desquelles le monarque, sans cesser d’être le monarque, perd son autorité :
- la cession du trône (le monarque arrête temporairement d'exercer ses fonctions),
- la destitution (le gouvernement destitue le monarque jugé inapte à exercer ses fonctions).

Les deux dernières situations (cession ou destitution) sont toutes les deux temporaires et sont prévues en détail par la Constitution. Un monarque peut temporairement cesser de régner pour de nombreuses raisons. Cela peut être le cas à sa propre demande ou parce que le Conseil des ministres juge le monarque inapte à exercer ses fonctions,. Bien qu'il puisse y avoir plusieurs raisons conduisant le monarque à céder le trône et à être destitué, le monarque et le Conseil sont invités à agir avec responsabilité et à ne pas laisser le trône vacant sans raison. Les deux situations sont prévues par la Constitution afin de prévoir les situations telles que l'incapacité physique ou mentale d'exécuter les fonctions de monarque.
Dans les deux cas, un acte des États généraux est nécessaire pour retirer l'autorité du monarque. Dans le cas où le monarque cède le trône, l'acte nécessaire est une loi. En cas de destitution, il s'agit d'une déclaration des États généraux. Officiellement, les deux requièrent l'utilisation de la procédure normale conduisant au vote d'une loi aux Pays-Bas,. En cas de cession, l'acte est sanctionné par le roi lui-même pour devenir une loi, en revanche le dernier cas ne l'est pas (notamment car le monarque peut ne pas être en accord avec la destitution) et par conséquent l'acte ne peut être techniquement considéré comme une loi.
Puisque ni la cession ni la destitution ne sont permanentes, aucune de ces deux situations ne déclenche la succession. Au lieu de cela, les États généraux désignent un régent. Il doit s'agir de l'héritier apparent s'il est assez âgé. Afin de permettre au monarque de reprendre ses fonctions, une loi (signée par le régent) doit entrer en vigueur. Le monarque reprend ses fonctions sur le trône lorsque la loi sur son retour est publiée,.

### Règne
En tant que chef de l’État, le monarque a de nombreuses fonctions et responsabilités prévues par la Constitution.

#### Relation entre le monarque et l'exécutif

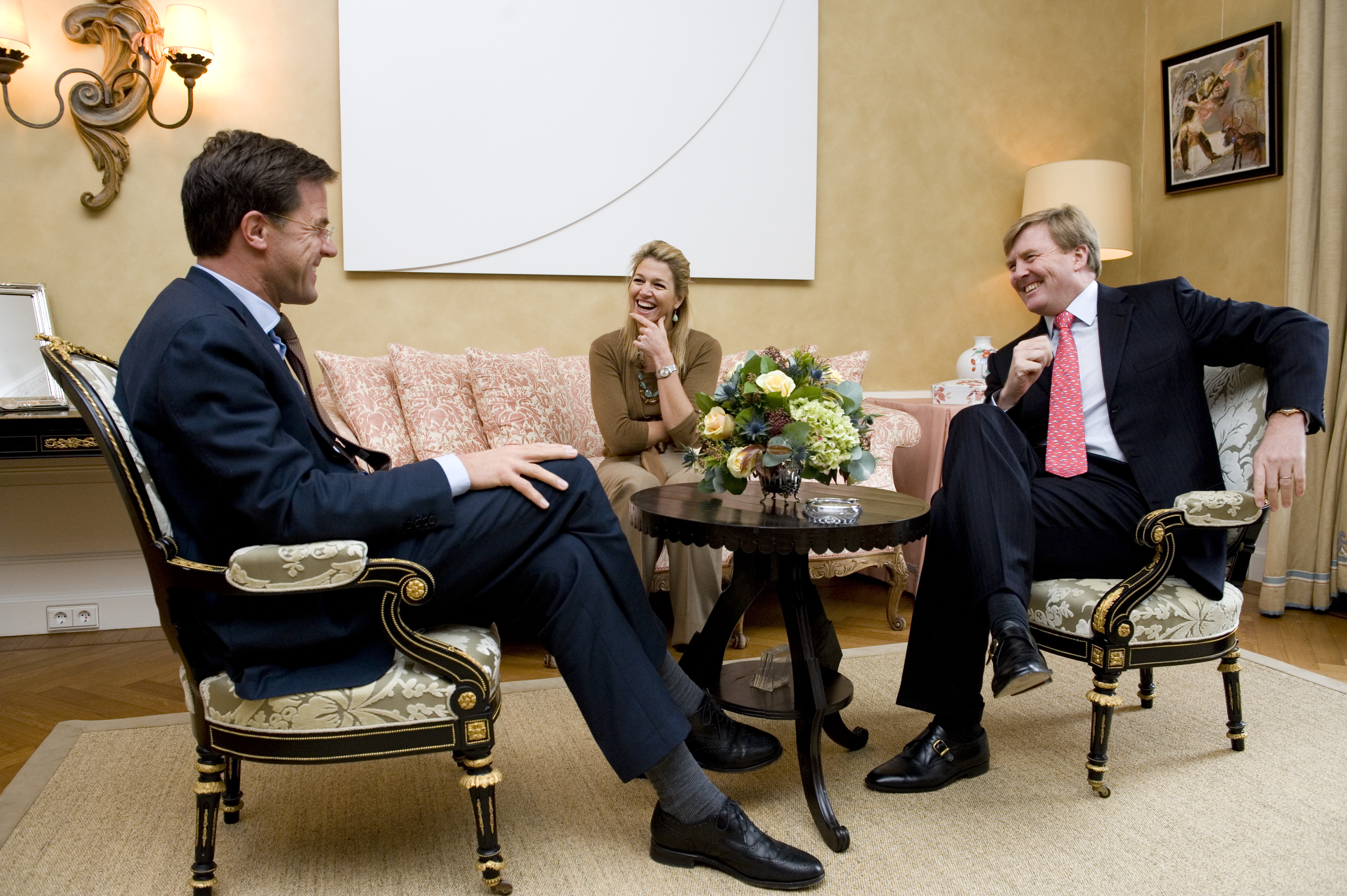
Le roi et la reine se réunissant avec le Premier ministre Mark Rutte pour évoquer divers sujets politiques.

Bien que le monarque ait des fonctions et des responsabilités à tous les niveaux du gouvernement et à différents points dans le reste de la société, le rôle initial du monarque se trouve dans l’exécutif du gouvernement néerlandais : le monarque fait partie du gouvernement des Pays-Bas. Plus encore, le monarque est, avec le Conseil des ministres, le gouvernement.

##### Monarque et gouvernement
1. Le Gouvernement est formé du Roi et des ministres.
2. Le Roi est inviolable ; les ministres sont responsables.

Article 42 de la Constitution

Le monarque fait partie du gouvernement des Pays-Bas. Son rôle au sein du gouvernement est décrit à l'article 42 de la Constitution.
Cet article contient un paradoxe en ce qu'il est la base des pleins pouvoirs du monarque, de son influence, tout en le rendant irresponsable devant la loi : cela rend le monarque important dans le système gouvernemental néerlandais.
Le premier paragraphe de l'article 42 détermine que le gouvernement des Pays-Bas se compose du monarque et de ses ministres. Bien que le monarque soit le chef de l'État, il n'y a aucune hiérarchie, le monarque n'est pas le chef de gouvernement, les ministres ne sont pas responsables devant le monarque au sein du gouvernement. Ceci reste vrai bien que les ministres soient des fonctionnaires qui, en tant que tel, travaillent pour le monarque (ils sont désignés par le monarque). Le Premier ministre est même communément appelé chef du gouvernement (ce qu'il n'est pas de jure, il est le président du Conseil des ministres). Il n'y a aucune distinction ou séparation, le monarque et ses ministres sont le gouvernement et le gouvernement est un.
Ceci a des conséquences pratiques, en ce qu'il n'est pas possible pour le monarque et les ministres d'être en désaccord. Le gouvernement doit s'exprimer d'une seule voix et prend des décisions en tant qu'organe uni. Quand le monarque agit dans ces capacités exécutives, il le fait en tant que représentant du gouvernement uni. Et quand le gouvernement prend une décision, le monarque est en accord (même si le monarque est personnellement en désaccord). La dernière conséquence est que le monarque ne peut pas refuser de sanctionner un projet de loi qui a été accepté et signé par le ministre responsable. Un tel désaccord entre le monarque et le ministre est une situation qui n’est pas prise en compte par la Constitution et qui conduit automatiquement à une crise constitutionnelle. Celles-ci sont rares aux Pays-Bas et ont, lorsqu'elles eurent lieu, toujours conduit à la chute du gouvernement (démission des ministres), à des élections parlementaire mais pourraient dans le futur également éventuellement conduire à l’abdication du roi.
Le second paragraphe de l’article, pourtant, rend le monarque impuissant. Ce paragraphe dispose que le monarque est inviolable. Il est au-delà de tout reproche, hors de portée de toute poursuite (également criminelle) pour les actes commis en tant que monarque. Si quelque chose se passe mal, le ministre ayant le portefeuille correspondant est responsable des échecs du monarque. Bien que cela semble faire du monarque un tyran absolu, les faits sont autres : puisque les ministres sont responsables, ils ont aussi l'autorité de prendre des décisions. Les ministres déterminent la direction du gouvernement et du pays, ils prennent des décisions exécutives et dirigent les affaires de l’État. Et puisque le gouvernement est un, le monarque se conforme à la décision des ministres. En fait, les monarques des Pays-Bas prennent rarement de décisions exécutives et ne parlent pratiquement jamais en public de certains sujets à l’exception des déclarations préparées par le Premier ministre (puisqu'une remarque mal formulée pourrait mettre un ministre en difficulté). La conséquence pratique de cette limite sur le pouvoir du monarque est qu'il ne prend jamais une décision de son propre chef. Chaque décision, chaque arrêté royal doit être contresigné par le ministre responsable. Si un souverain se comporte de façon reprochable par la loi, il est par ailleurs possible que le Parlement vote sa destitution (il ne sera toutefois pas pénalement responsable de ses actes commis sous son règne) pour ne plus qu'il dérange la vie politique du pays.

##### Monarque et élections
Le monarque peut voter à titre privé, mais garde son choix secret. Après des élections municipales, qui sont basées sur un mode de scrutin proportionnel avec un seuil minimal à atteindre pour chaque liste pour être représentée, le Conseil municipal élit un bourgmestre (qui n'en est cependant pas toujours membre, les candidatures étant libres) et le roi le confirme dans ses fonctions par un arrêté. Ainsi, après une telle élection qui se tient tous les 4 ans, le monarque signe le document de nomination pour chacune des communes du pays.
Après les élections législatives, il y a une période de deux à quatre mois pendant laquelle les dirigeants des partis au Parlement cherchent à former une coalition pouvant mener une majorité : entrent en jeu l'éclaireur, les informateurs et le formateur du gouvernement, agissant sous l'égide du monarque, qui lui n'intervient désormais qu'en public lors de l'entrée en fonction du nouveau gouvernement. L'actuel système — le même que celui utilisé pour les scrutins municipaux — rend difficile l'obtention de la majorité par un seul parti. Par conséquent, les négociations visant à créer une coalition capable de gouverner sont aussi importantes que les élections elles-mêmes.
Le président de la Seconde Chambre nomme un « éclaireur » (et ce depuis 2012, auparavant, c'était le souverain) chargé d'informer le monarque de la coalition la plus viable possible en prenant en premier lieu en compte le classement des partis après l'élection. Le monarque nomme alors plusieurs « informateurs », membres des partis en question, qui devront amener les dirigeants politiques à officiellement négocier sur les modalités pour s'allier et gouverner. Le chef de file du parti ayant gagné aux élections est alors généralement nommé « formateur du gouvernement » et devient probable futur Premier ministre. Si les négociations échouent, un nouveau cycle commence. Le roi nomme après cela le gouvernement par décret, après que les partis de la future coalition aient établi une feuille de route politique et se soient répartis les ministères, bien qu'il doive officiellement le faire sur la base des conseils des dirigeants des autres partis au Parlement, ainsi que ceux d'autres personnalités importantes tels que les présidents des chambres nouvellement élues, ce qui renforcerait son pouvoir.
Ainsi, le monarque des Pays-Bas n'a pas une fonction entièrement cérémonielle : en dépit des apparences, le souverain a donc certains pouvoirs liés à la formation d'un nouveau gouvernement après des élections législatives. Il convient de noter que, de manière intéressante, ce pouvoir n’est pas décrit dans la Constitution mais découle de la tradition.
Il existe des débats aux Pays-Bas sur la durée de ces négociations, sur l'autorité du monarque en la matière et sur le fait que Parlement nouvellement élu devrait tenir les négociations à la place du monarque. Ces discussions se basent notamment (à des degrés variables) sur l’argument selon lequel une décision prise par un monarque serait antidémocratique et qu'il n'y a aucune supervision parlementaire sur la décision. Le monarque pourrait ainsi en faire usage afin de nommer le gouvernement qui lui convienne.
Cependant, il est possible de s'interroger sur l'opportunité du monarque d'exercer une réelle influence sur ce point. L'informateur est là pour rechercher les coalitions possibles et les signaler. Il pourrait techniquement rechercher une coalition « favorable », mais les partis politiques concernés sont clairs sur ce qu'ils veulent, et la première coalition proposée est, presque toujours, la préférence du parti ayant la majorité au nouveau Parlement. Par ailleurs, les monarques se sont toujours contentés, au lieu de nommer des informateurs controversés, de choisir des personnes assez neutres dans l'arène politique (le vice-président du Conseil d’État est un choix habituel). Une fois qu'une coalition potentielle a été identifiée, le monarque a, techniquement, les mains libres pour choisir un formateur. Toutefois, le formateur devient presque toujours le Premier ministre et, dans tous les cas, le fait que le gouvernement doive avoir une majorité de soutien au Parlement est une convention bien ancrée. Ces considérations signifient que le formateur choisi est toujours la personne ayant mené le parti ayant le plus de sièges au Parlement dans la coalition potentielle à la victoire lors des élections.

##### Monarque et législation
Techniquement, le monarque a beaucoup de pouvoir pratique. Par exemple, aucun projet de loi ne devient une loi jusqu'à ce que le texte soit sanctionné par le monarque – et il n'est pas légalement obligé de le faire. En pratique, le monarque donnera toujours son accord puisque les projets de loi sont faits par le gouvernement « par le Roi ou en son nom ». Tandis que les projets de loi doivent être adopté par les États généraux, la gestion pratique quotidienne du pays est faite par arrêté royal (en néerlandais : Koninklijk Besluit). Ils sont utilisés pour plusieurs choses différentes allant de la nomination des hauts fonctionnaires et officiers militaires aux recommandations d'exécution des politiques publiques afin de compléter les détails de certaines lois. Les arrêtés royaux créent les portefeuilles ministériels, nomment et révoquent les ministres, et dissolvent les chambres des États généraux.
Toutefois, puisque les ministres sont responsables, les arrêtés royaux sont faits par les ministres compétents. Tandis que le monarque doit signer les lois et décrets avant leur entrée en vigueur, la constitution détermine que les ministres responsables et les secrétaire d’État doivent contresigner. Cela signifie que, étant donné que les ministres ont l’autorité, ils décident et c'est en réalité au monarque de contresigner, ce qui est une formalité. Ainsi, alors que le monarque peut techniquement proposer une loi (« par le Roi ou en son nom »), la responsabilité ministérielle implique qu'il ne le fait jamais. Et même si le gouvernement peut refuser de signer une proposition approuvée par les États généraux afin d'en faire une loi, cela n'arrive pratiquement jamais et est encore plus rare de la part du monarque (et une crise constitutionnelle peut commencer).
Il y a une situation pour laquelle le monarque a, éventuellement, moins de pouvoir que la normale : la désignation de ses ministres. Les ministres sont désignés par arrêtés royaux, qui doit être signé par le ministre responsable. L'arrêté royal nommant un ministre, toutefois, doit être signé par deux ministres responsables au lieu d'un : le ministre entrant dans ses fonctions et le Premier ministre.

#### Relation du monarque avec les États généraux

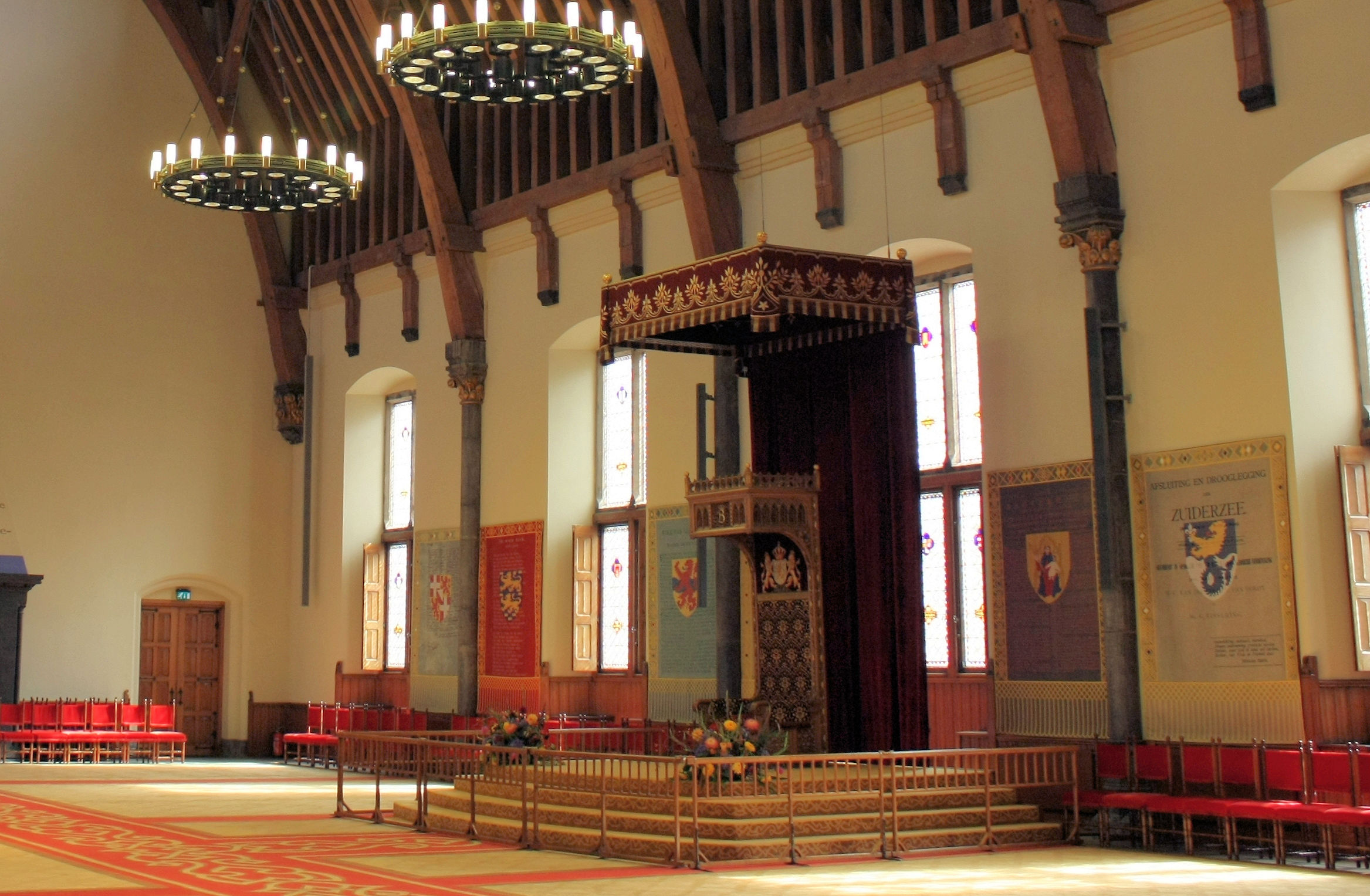
Le trône dans la Ridderzaal, d'où le monarque prononce le discours royal lors de Prinsjesdag.

Le monarque ne participe pas au pouvoir législatif, qui se compose des États généraux du royaume des Pays-Bas. Cet organe parlementaire se compose de deux chambres : la première Chambre (Sénat) et la seconde Chambre.
Comme dans la plupart des démocraties parlementaires, les États généraux sont doublement responsables de la supervision du gouvernement (dans sa fonction exécutive) et de l'approbation des projets de loi avant qu'ils entrent en vigueur. En cela, il est important pour le gouvernement de maintenir de bonnes relations avec les États généraux et techniquement, les monarques participent à cet effort (bien que le monarque ne s'adresse jamais officiellement aux États généraux en matière de politique du fait de la responsabilité ministérielle).
Constitutionnellement, le monarque traite avec les États généraux dans trois domaines : l'adoption des lois, l'établissement des contours de la politique à venir lors de l'ouverture de l'année parlementaire, et la dissolution.

##### Discours de politique générale

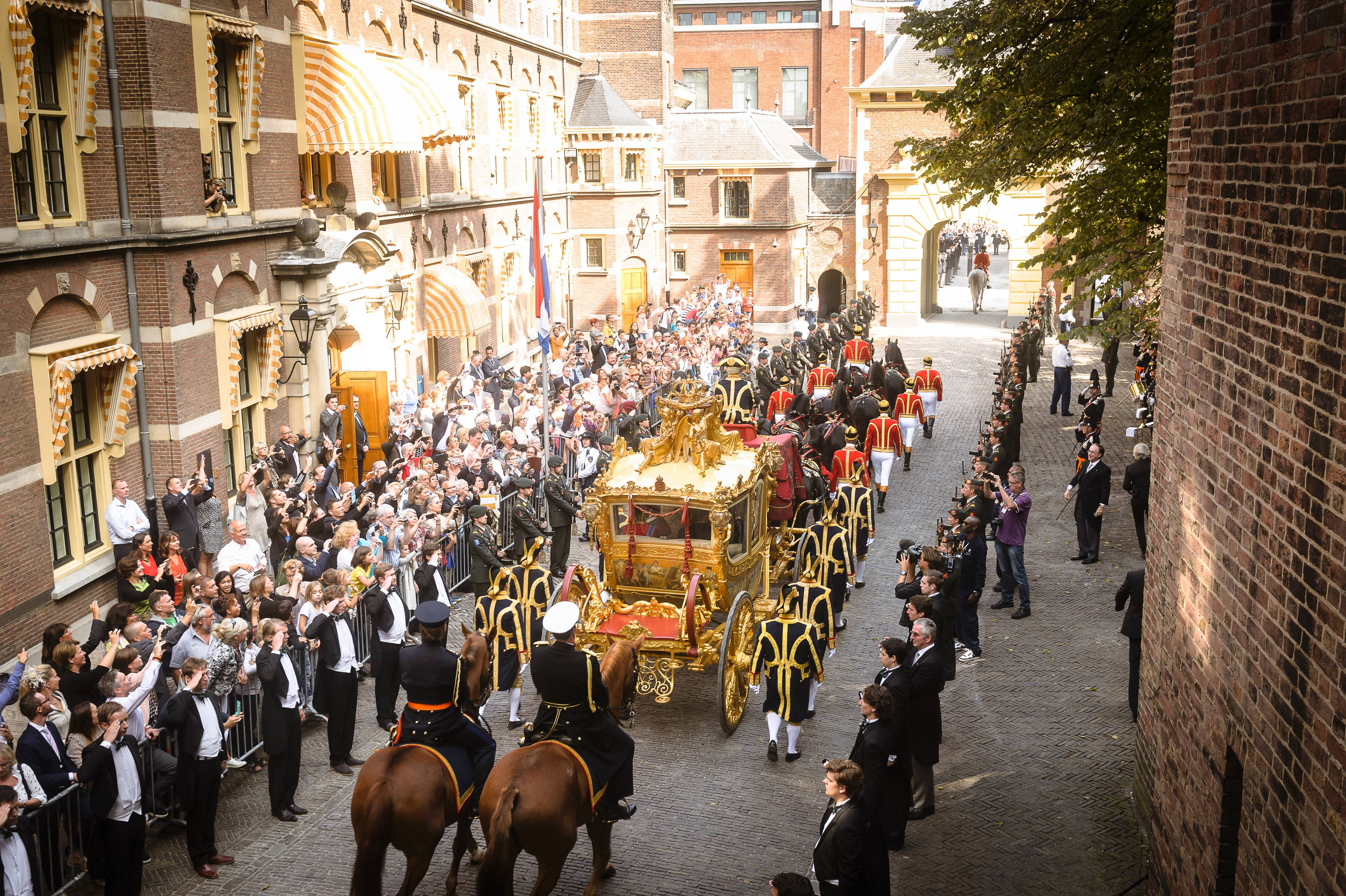
Carrosse royal.

De ces trois politiques, la plus révélatrice est l'établissement des lignes directrices de la politique. L'année parlementaire s'ouvre le troisième jeudi de septembre avec une session commune des deux chambres. À cette occasion, le monarque prononce un discours devant les États généraux dans lequel il énonce les lignes directrices de la politique gouvernementale pour l'année à venir (le discours en lui-même est préparé par les ministres, leurs ministères et finalement conçu et approuvé par le Premier ministre). Ce discours est prévu par la Constitution dans son article 65. La tradition a fait de ce discours plus qu'un discours de politique générale, et l’événement, appelé Prinsjesdag, est devenu une cérémonie avec sa propre pompe dans laquelle les États généraux et les organes majeurs du gouvernement se réunissent dans la Ridderzaal pour écouter le discours du monarque, arrivé depuis le Palais Noordeinde dans son carrosse.

##### Adoption des lois
L'adoption des lois est le domaine dans lequel le monarque participe le plus fréquemment avec les États généraux (bien que dans la pratique, il n'y participe pas beaucoup). Les lois, aux Pays-Bas, sont principalement proposées par le gouvernement et peuvent l’être « par le roi ou en son nom » (cette formule est souvent répétée dans le texte de la Constitution). Cela signifie que, théoriquement, le monarque peut proposer des lois en personne, ce qui rappelle les premiers rois des Pays-Bas qui pouvaient et proposaient des lois. Cependant, cette possibilité reste occasionnelle du fait de la responsabilité ministérielle. La Reine Beatrix a toujours évité de soulever ce point en ne proposant jamais de loi en personne. En revanche, la sanction du monarque doit encore être faite afin que les projets de lois deviennent des lois (et donc, entrent en vigueur).
Malgré le fait que le monarque ne participe plus activement à l’adoption des lois en dehors de la sanction finale, une lecture des communications entre le gouvernement et les États généraux à propos des projets de loi peut donner l'impression contraire. Toutes les communications des États généraux au gouvernement sont adressées au monarque et les réponses sont formellement faites par le monarque (elles sont signées par le monarque sans contreseing ministériel — une telle communication pas une décision ou un décret et ne requiert donc pas de contreseing). La langue officielle montre toujours la déférence à la position du monarque, ainsi, un refus des États généraux d'approuver un projet de loi peut, par exemple, devenir « une demande adressée au monarque en vue de reconsidérer le projet ». La Constitution prévoit un certain nombre de formules :
- si le gouvernement accepte un projet de loi et le signe, la formule à utiliser est « le monarque consent à la proposition » (« De Koning bewilligt in het voorstel »),
- si le gouvernement refuse un projet de loi, la formule à utiliser est « le monarque maintient la proposition à l’étude » (« De Koning Houdt het voorstel dans overweging »).

Une loi, une fois votée, est formulée de telle manière qu'elle doit être décrétée par le monarque.

##### Dissolution
La dernière forme de participation aux États généraux possible pour le monarque est la dissolution. Constitutionnellement, le gouvernement est habilité à dissoudre les deux chambres des États généraux par arrêté royal. Bien sûr, cela signifie qu'un ministre (généralement le Premier ministre) prend la décision et que le monarque contresigne. La signature d'un tel arrêté royal implique, constitutionnellement, l'organisation de nouvelles élections pour la chambre dissoute et la formation d'une nouvelle chambre dans les trois mois suivant la dissolution.
La Constitution décrit un certain nombre de cas lors desquelles une ou plusieurs des chambres des États généraux sont dissoutes (en particulier en cas de modification de la Constitution). Dans tous les cas, la décision de dissolution intervient par arrêté royal. De plus, la chute d'un gouvernement se traduit traditionnellement par la décision de dissolution de la seconde Chambre (chambre basse) et l’organisation d'élections législatives anticipées.
Avant la Seconde Guerre mondiale, avant que la pratique constitutionnelle de former un nouveau gouvernement après qu'un nouveau parlement ait été élu ne soit en place, il arrivait qu'une formation du Conseil des ministres se trouve soudainement confrontée à un nouveau parlement d'opposition. Quand l'inévitable conflit surgissait, le Premier ministre utilisait une ruse politique qui consistait à essayer de dissoudre une nouvelle fois le Parlement au nom du monarque en espérant que de nouvelles élections législatives allaient donner une majorité suffisante au gouvernement en place (il arrivait cependant que cela échoue et, dans de tel cas, le nouveau parlement d'opposition, plus agressif, pouvait suspendre le vote du budget pour forcer le gouvernement à démissionner).

##### Ancienne pratique
Même si le monarque ne parle pas formellement aux membres des États généraux, il existait une tradition, qui prit fin en 1999, selon laquelle la reine invitait les membres du Parlement une fois par an pour des discussions informelles sur l'état et les affaires générales du pays. Ces discussions se tenaient de manière strictement confidentielle du fait de la responsabilité ministérielle. La tradition prit fin en 1999 du fait d'incidents répétés impliquant des députés divulguant le contenu des conversations, en dépit du fait qu'ils avaient accepté de ne pas le faire (embarrassant donc le Premier ministre en agissant ainsi). En 2009, une tentative eut lieu de rétablir la tradition. Cependant, ce fut un échec car le député Arend Jan Boekestijn (en) dévoila la teneur de sa conversation avec la reine Beatrix.

#### Autres fonctions
En plus des fonctions décrites ci-dessus, le monarque a aussi d'autres fonctions dont certaines sont (partiellement) constitutionnelles et d'autres sont traditionnelles.

##### Chef de l'État
Bien que cela ne soit pas clairement précisé dans la Constitution, le monarque est le chef de l'État du royaume des Pays-Bas. En tant que tel, le monarque est le représentant du royaume dans le monde : les ambassadeurs des Pays-Bas sont des émissaires du monarque. Ainsi, même si la responsabilité de chef de gouvernement revient au Premier ministre, les visites d'État désignent les visites du monarque, en tant que représentant des Pays-Bas, aux chefs d'État étrangers. C'est aussi le monarque qui apparaît sur les timbre néerlandais et les pièces en euro néerlandaises.

##### Président du Conseil d'État
Constitutionnellement, le monarque préside le Conseil d'État. Le Conseil est un organe constitutionnel des Pays-Bas qui a deux fonctions. La première est celle d'organe de conseil du gouvernement qui le conseille sur l'opportunité, la possibilité, et la constitutionnalité des projets de loi. La seconde est celle de Cour suprême des Pays-Bas en matière de droit administratif. La fonction du monarque, en tant que président du Conseil, implique deux choses dans la position constitutionnelle du monarque :
1. le monarque est constitutionnellement directement impliqué dans les aspects pratiques de l’adoption des lois, à l’exception de l’adoption par les États généraux (représentant les électeurs). Le monarque est impliqué du début du processus d'adoption de la loi, jusqu'à la proposition transmises aux États généraux et enfin à la sanction. Cette participation du roi est une trace de l’époque ou le monarque est un monarque absolu et faisait réellement la loi. À l'origine, avec les premières constitutions, les monarques essayaient de garder le plus de pouvoir notamment par une participation accrue aux processus d'adoption des lois. Petit à petit, ce rôle s'est transformé en un rôle de conseil.
2. le monarque est constitutionnellement impliqué dans, au moins, une partie du pouvoir judiciaire.

Bien sûr, le rôle du monarque au Conseil est largement théorique du fait de la responsabilité ministérielle. Tandis que le monarque est officiellement le président du Conseil, en pratique, la reine Beatrix n'a jamais voté aux réunions du Conseil et délègue sa responsabilité de présidente du Conseil au vice-président du Conseil d'État. Il semble, toutefois, qu'elle participe aux discussions.
En dépit des fonctions limitées que peut avoir le monarque au Conseil, sa participation est considérée comme importante du fait de l’expérience et des connaissances acquises par le monarque durant son règne. Réciproquement, la participation aux délibérations est perçue comme un entraînement, une préparation importante aux fonctions de monarque. C'est une raison pour laquelle l'héritier apparent est, constitutionnellement, un membre observateur du Conseil dès qu'il atteint l’âge requis.

##### Grand maître des ordres néerlandais
Le monarque est aussi le grand maître des ordres honorifiques néerlandais que sont l'ordre d'Orange-Nassau, l'ordre du Lion néerlandais et l'ordre militaire de Guillaume.

##### Conseil du gouvernement
Enfin, le monarque joue un rôle important, bien que non officiel, dans la gestion du pays en tant que conseiller et confident du gouvernement. Cette tâche prend traditionnellement la forme de rencontre hebdomadaire avec le ministre-président dans lequel ils discutent des affaires de la semaine, les projets du cabinet, etc. Il semblerait que la reine Beatrix utilisait cette capacité pour exercer son influence sur les rencontres (car elle pouvait apporter ses connaissances et expériences pour soutenir ses propos). Dans le cas de la reine Beatrix, plusieurs anciens Premiers ministres ont remarqué que sa connaissance factuelle de chaque dossier était étendue et qu'elle s'assurait d'être au courant de tous les détails liés à ce qui arrivait sur son bureau.

##### Ancienne prérogative militaire
Plus surprenant, le monarque n'est pas le commandant en chef des Forces armées néerlandaises. Il l'était jusqu'en 1983, mais une importante révision de la Constitution transféra la commande des forces armées au gouvernement dans son ensemble.

#### Rémunérations et privilèges

##### Traitement
L'article 40 de la Constitution dispose que le monarque reçoit un traitement annuel de l'État (une sorte de salaire, cependant le mot salaire ne convient pas en lui-même car le monarque n’est pas employé par l’État). La règle concernant les traitements est déterminée par la loi, de même que la liste des membres de la famille royales qui le reçoivent aussi.
En droit néerlandais actuel, le monarque reçoit un traitement annuel qui est intégré au budget annuel de l'État, de même que les héritiers apparents et leur consort respectif. Le monarque reçoit ce traitement pour des raisons constitutionnelles, les autres parce qu'ils ne sont pas autorisés à occuper des fonctions salariées du fait de leurs positions. Les bénéficiaires du traitement royal avant l'abdication de Beatrix sont la reine Beatrix (813 000 € dans le budget de 2009), Willem-Alexander (l'héritier apparent ; percevant 241 000 € dans le budget de 2009) et la princesse Máxima (la femme du prince Willem-Alexander ; percevant 241 000 € dans le budget de 2009). Ce traitement est lié aux évolutions des rémunérations des fonctionnaires néerlandais.
Au début de 2009, certaines voix se sont élevées au Parlement sur le coût de la maison royale et le manque de supervision de la structure de ses coûts. À la demande du Parlement, l'évolution des traitements des membres de la maison royale fut liée à l'évolution des salaires des fonctionnaires néerlandais. En 2009, il est admis que les fonctionnaires verraient leurs salaires augmenté de 1 %.

##### Privilèges royaux
D'après la Constitution, les membres de la famille royale recevant un traitement sont exemptés de l'impôt sur le revenu sur celui-ci. Ils sont aussi exempts de toutes impositions personnelles sur les avoirs et les biens qu'ils utilisent ou ont besoin pour l'exécution de leur fonction pour le royaume. Le monarque et l'héritier apparent sont exemptés de taxe sur l'héritage lorsque cet héritage provient de la maison royale.
Le monarque réside dans la Huis ten Bosch et a son bureau au palais Noordeinde. De plus, le palais op de Dam est aussi à la disposition du monarque (bien qu'il ne soit utilisé que pour les visites d’État et est ouvert au public lorsqu'il n'est pas utilisé à ces fins, de même que le palais de Soestdijk (qui est ouvert au public et n'a aucun usage officiel actuellement).
Le monarque a l'usage d'un avion et d'un train pour les visites d’État (bien que l'avion ne soit pas exclusivement réservé au souverain). Ce dernier a également une petite flotte de voiture à sa disposition sur lesquelles il peut lever l'étendard royal.
Le monarque est protégé, par la loi, contre le lèse-majesté qui est encore en usage,,, bien qu'aucune sentence n'ait été rendue pour ce motif depuis longtemps.

## Positions des autres membres de la maison royale

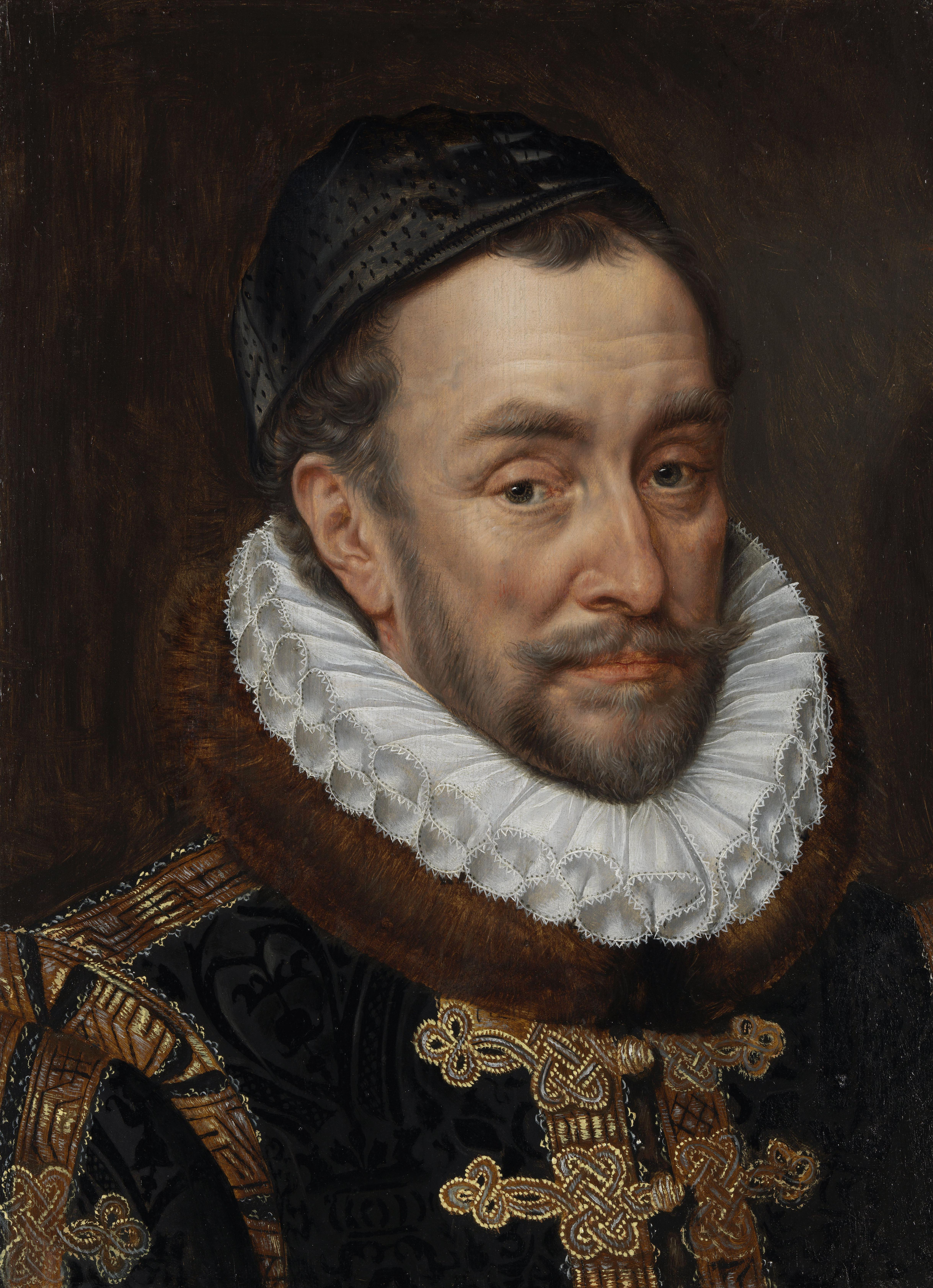
, prince d'Orange, par Adriaen Thomasz.

La famille royale s'est étendue depuis la naissance de la reine Juliana. En conséquence, la maison royale néerlandaise (c'est-à-dire les personnes pouvant effectivement prétendre au trône et leurs concubins), s'est elle aussi étendue. Néanmoins, une loi de 2002 a limité le nombre de membres de la famille royale.

### Famille et maison royale
Bien qu'elle soit nombreuse, la famille dans son ensemble n'a officiellement aucun rapport avec le gouvernement ou la gestion des Pays-Bas. Constitutionnellement, un rôle important est joué par le monarque. L'héritier apparent est invité à se préparer à monter sur le trône, par conséquent il a certaines fonctions limitées et certaines incompatibilités le concernent (par exemple, il ne peut exercer d'activité rémunérée pour éviter d'éventuels conflits d'intérêts futurs). Puisque ni le roi, ni l'héritier apparent ne peuvent occuper de fonctions rémunérées, ils reçoivent un traitement de la part du gouvernement. Leurs époux/épouses sont aussi interdits d'exercer et perçoivent aussi un traitement. Constitutionnellement, ce sont les seuls membres de la famille royale impliqués dans le gouvernement néerlandais.
En particulier (bien qu'il soit courant de penser le contraire), les autres membres de la maison royale, en dehors du monarque et de l'héritier apparent, n'ont aucune fonction officielle au sein du gouvernement et ne perçoivent pas de traitement. Ils sont responsables de leur propre comportement et de leur revenu. On peut bien sûr leur demander de faire, à l'occasion, un remplacement (par exemple, d'accompagner le monarque lors d'une visite d’État si le consort est malade), mais ceci est toujours une faveur personnelle et pas une tâche officielle. De plus, ils ne sont pas exemptés d'imposition.
Plusieurs membres de la famille royale occupent (ou ont occupé) des positions importantes au sein de la société civile, étant parfois dirigeant ou porte-parole d'une ou plusieurs organisations caritatives, mécène artistique ou d'autres efforts similaires. Certains membres de la famille royale ont aussi soutenu des causes personnelles : le prince Bernhard fut toujours passionné par le traitement des vétérans de la Seconde Guerre mondiale tandis que la princesse Margriet (qui est née au Canada) a des relations particulières avec les vétérans canadiens. En règle générale, les membres de la famille royale contemporains de la reine Beatrix tendent à occuper des fonctions dans la société civile en tant qu'occupation principale, tandis que les membres les plus jeunes occupent ces fonctions parallèlement à des fonctions rémunérées normales. Une exception notable à cette règle est Pieter van Vollenhoven (mari de la princesse Margriet), qui préside le Bureau de sécurité.
Comme souligné précédemment les époux/épouses des monarques et héritier apparent ne peuvent exercer de fonctions rémunérées ou de responsabilité gouvernementale afin d'éviter les conflits d'intérêts ou trop d’entacher l'influence du roi. Ces limites légales ne posaient pas de problème important lorsqu'elles furent instituées au XIXe siècle ; les Pays-Bas avaient alors un roi et il était considéré comme normale qu'une femme mariée devait tenir le foyer et élever les enfants et qu'elle ne devait pas travailler en dehors de chez elle. Ces limites ont été plus problématiques depuis le début du XXe siècle quand la monarchie néerlandaise passa dans les mains de reines et que les consorts devinrent des hommes (le premier fut le prince Henri en 1901). Les consorts hommes ont toujours été élevés dans l'attente d'exercer des fonctions gouvernementales (tel que le prince Henri), ou avait entamé une carrière avant leur mariage avec la future reine (tels que les princes Bernhard et Claus). En entrant dans la famille royale, leurs libertés d'action et leur possibilité d'exercer leurs compétences ont été réduites. Tous les consorts hommes ont été impliqués dans certaines difficultés (des scandales concernant des infidélités ou des scandales financiers dans les cas de Henri et Bernhard, une dépression profonde dans le cas de Claus) et il est accepté qu'un ennui important aurait joué un rôle dans ces difficultés.
Peu à peu, les restrictions sur les consorts royaux se sont légèrement réduites. Le prince Henri n'avait droit à aucun rôle aux Pays-Bas. Du fait de sa contribution durant la guerre, le prince Bernhard fut fait inspecteur général des forces armées néerlandaises (bien que ce rôle fût créé pour lui) et devint un ambassadeur non officiel des Pays-Bas qui utilisait les contacts qu'il s'était faits durant la guerre pour exercer un effet de levier et aider l'industrie néerlandaise. Ceci prit fin en 1976 avec l'affaire Lockheed lors de laquelle Bernhard fut accusé de corruption passive. Le prince Claus eut droit à un peu plus de liberté d'action après que les citoyens néerlandais l'ont accepté (il était, à l'origine, peu populaire du fait qu'il était allemand et qu'il devenait membre de la famille royale après la Seconde Guerre mondiale). Il fut autorisé à occuper la fonction de conseiller auprès du ministère pour le développement avec les pays d'Afrique, pour lesquels il fit usage de son expérience de diplomate allemand sur ce continent. Néanmoins, ni Bernhard ni Claus ne furent entièrement libérés de la nature restrictive de leur mariage respectif et, lors du mariage royal de 2002, il fut largement accepté au sein du gouvernement que la Princesse Máxima (qui avait fait carrière dans la finance avant de se marier au prince Willem-Alexander) devait avoir plus de liberté d'action si elle le souhaitait.

### Mort et enterrement des membres de la famille royale

#### Absence de dispositions légales
Bien que les législateurs néerlandais aient toujours été en faveur d'un certain conservatisme dans la création de dispositions légales spéciales pour les membres de la maison ou de la famille royale, il y a un domaine pour lesquelles les règles relatives aux membres de la famille royale sont très différentes que celles concernant les citoyens néerlandais : celle du décès et de l’enterrement. Plus exactement, il n'y a qu'une seule règle concernant les membres de la maison royale dans ce domaine, c'est qu'il n'y en a aucune.
Pour les citoyens néerlandais, les règles concernant la mort et l'enterrement sont prévues par la loi sur les funérailles (en néerlandais : Wet op de Lijkbezorging). Toutefois, l'article 87 de cette loi dispose que la loi dans sa totalité n'est pas applicable aux membres de la maison royale et que le ministre des Affaires intérieures peut lever l'application de la loi pour les autres membres de la famille royale. La raison de cette position à part est la tradition. Depuis l'enterrement de Guillaume le Taciturne dans la Nieuwe Kerk à Delft, les membres de la famille d'Orange-Nassau ont de préférence été enterrés dans la même crypte que celle où Guillaume fut enterré (certains ont été enterrés ailleurs mais y ont été par la suite transférés). Toutefois, pour des raisons sanitaires et d'hygiène, les enterrements dans des églises ont été interdits par un arrêté de Guillaume Ier en 1829 (la pratique avait été abolie auparavant lors de l'occupation française, mais fut rétablie en 1815). Afin de permettre aux membres de la famille royale de reposer au même endroit, toutes les lois néerlandaises relatives aux funérailles ont fait une exception pour la maison royale depuis ce décret.

#### Déroulement
L'enterrement des membres de la famille royale est une question de tradition, de circonstance, de pratique, et de l'esprit de l'époque (du fait du manque de règles formelles). En règle générale, le corps du membre défunt de la famille royale est exposé quelques jours dans l'un des palais, pour permettre à la famille royale de lui faire ses adieux. En fonction de l'identité du défunt (le monarque défunt par exemple), celui-ci peut aussi être exposé publiquement. Le jour de l'enterrement, le corps est transporté à Delft dans une voiture hippomobile spéciale. Le protocole actuel prévoit 8 chevaux pour un monarque défunt et six pour les consorts royaux (ce qui est relativement nouveau car le prince Henri fut déplacé à Delft par huit chevaux). La voiture hippomobile actuelle est pourpre avec des ornements blancs (ce qui fut changé depuis l'enterrement de la reine Wilhelmine en 1962, quand la voiture était blanche). Des membres des forces armées néerlandaises sont alignés le long de la route vers Delft (ce qui est aussi le cas depuis la mort du prince Henri).
Une fois à Delft, le corps est enterré dans la crypte familiale après une brève cérémonie. Seuls les membres de la famille sont autorisés dans la crypte, dont l'entrée principale, située dans l'église, est ouverte uniquement à l'occasion des funérailles royales (le maire de Delft a une clé pour une entrée de service séparée, qui est ouverte seulement en présence de deux officiers de police militaires et deux membres de l’Algemene Inlichtingen-en Veiligheidsdienst (le « Service général de renseignement et de sécurité » néerlandais) pour maintenance).

## Monarchie et société civile néerlandaise

### Importance de la fonction dans la société néerlandaise
L'importance et la position de la monarchie dans la société néerlandaise a évolué selon les époques, parallèlement aux changements constitutionnels de la fonction de monarque.
La monarchie néerlandaises fut établie en 1815 en réaction au déclin et à l'éventuelle chute de la République batave. Il fut constaté, à cette époque, qu'une large part du déclin de la république était due à l'absence d'un gouvernement central fort face aux nations puissantes nations centralisées telle que le Royaume-Uni de Grande-Bretagne et d'Irlande et le Premier Empire français. Après la défaite de Napoléon Bonaparte en 1813, et la réapparition des Pays-Bas, il fut décidé de réformer la république et d'établir le royaume uni des Pays-Bas créant une monarchie remplaçant ainsi le système des stathouders.
La monarchie était à l'origine de nature absolue, les États généraux étant plus un organe exécutif sans le pouvoir de faire quoi que ce soit contre le roi. Ceci donnait au monarque beaucoup de liberté pour déterminer l'orientation de la politique de l’État et, en effet, Guillaume Ier mis en œuvre beaucoup de changements qui industrialisèrent et enrichirent l’État. Il établit le premier réseau ferroviaire néerlandais, le Nederlandsche Handel Maatschappij, qui évolua pour devenir la banque ABN Amro. Cependant, ces politiques conduisirent à d'importantes disputes avec les Pays-Bas méridionaux conduisant à la révolution belge et à la guerre. L'opposition à ces politiques, plus la peur grandissante du marxisme conduisirent Guillaume II à adopter une série de réformes dont une nouvelle Constitution en 1848 (qui marquait le début d'une série de limitations des pouvoirs royaux).
Le pouvoir et l'influence politique directe continua jusqu'en 1890, bien qu'il diminua un peu auparavant. Guillaume Ier et Guillaume II étaient des monarques conservateurs (bien que Guillaume II était moins enclin à interférer dans la politique que son père), les deux empêchant les réformes jusqu'à ce que les conflits avec les États généraux et leur gouvernement force leurs abdications. Le règne de Guillaume III fut marqué par un conflit persistant entre le monarque et le parlement, en plus des crises internationales majeures du à l'obstination des monarques (dont la crise luxembourgeoise). Le gouvernement néerlandais utilisa la succession de Guillaume III par une régente comme opportunité pour établir l'autorité gouvernementale sur l'autorité royale.
La reine Wilhelmine n'était pas heureuse de la situation et fit plusieurs tentatives de réaffirmer son autorité durant son règne. Celles-ci furent partiellement couronnées de succès dans certains domaines (en étant capable de pousser à un réarmement militaire avant la Première Guerre mondiale), mais elle ne réussissant pas à rétablir le pouvoir royal. Elle introduisit, cependant, un nouveau concept dans la royauté néerlandaise : le monarque populaire. En établissant sa popularité dans les cercles militaires du fait de son soutien à l'armée avant 1917, elle fut capable d'exercer sa popularité pour soutenir le gouvernement face à une révolution socialiste en 1917.
L'autorité royale continua de décliner jusqu'au début de la Seconde Guerre mondiale. Forcée de fuir à Londres, la reine Wilhelmine établit la position de « mère de l’État néerlandais » au travers de ses discours radiophoniques diffusés dans les Pays-Bas occupés et par son soutien aux Néerlandais fuyant les Allemands et combattant depuis le Royaume-Uni. Elle essaya de donner plus d'influence à sa famille en donnant une importante fonction militaire au prince Bernhard, mais elle fut de nouveau reléguée à sa fonction de monarque constitutionnel après la guerre.
Après l'abdication de Wilhelmine en 1948, la famille d'Orange semble avoir adopté une position d'influence officieuse couplée à celle de « monarques populaires » auprès du public. Ainsi, les monarques n'exercent jamais leur fonction officielle en public (à l'exception des visites d’État et de la lecture des projets du gouvernement lors de Prinsjesdag) et leur relation avec le public est devenu plus populaire et donne une vision romantique de la royauté. La reine Beatrix est perçue par le peuple comme ayant une fonction cérémonielle, la « mère de la nation » en temps de crises ou de désastres (tel que les inondations de 1953). De plus, lors du congé de Koninginnedag, la famille royale se rend dans un endroit du pays et participe aux activités et traditions locales afin de se rapprocher du peuple.

### Popularité de la monarchie

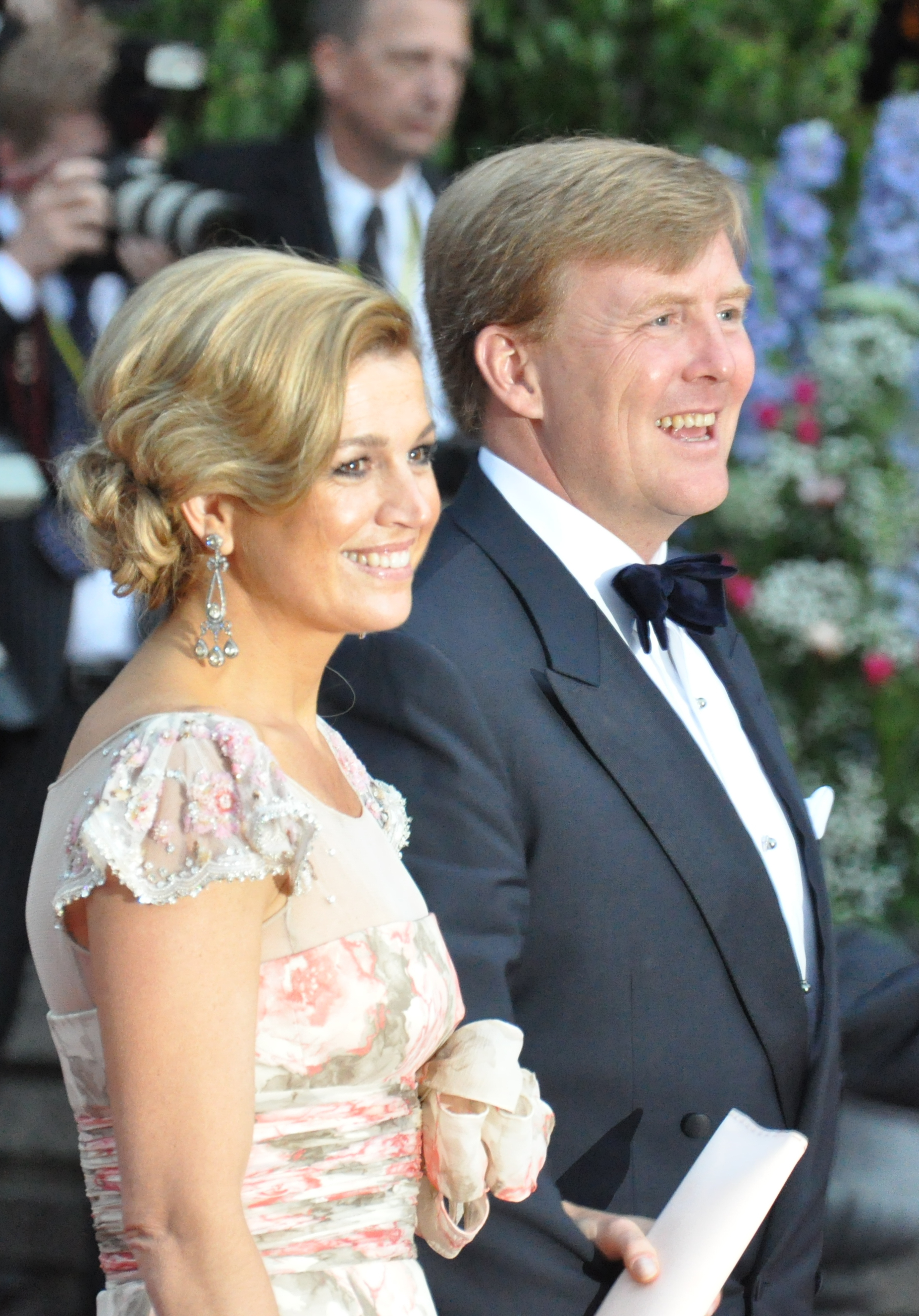
Le couple héritier à Stockholm, en 2010.

La popularité de la monarchie a évolué au cours du temps du fait de l'influence constitutionnelle, des circonstances et des cycles économiques.
Quand la monarchie fut établie en 1815, la popularité de celle-ci n'était pas un sujet de préoccupation. Pourtant, la popularité de la famille d'Orange s'élevait à environ 60 % lors du départ des Français. L'État évolua fortement dans les années succédant les grandes politiques menées par Guillaume Ier dans le sud des Pays-Bas, ce qui entraîna la guerre civile dans le pays et établit des industries qui favorisaient les riches Protestants et pas la population dans son ensemble.
La popularité de la monarchie est restée relativement basse lors du règne des rois. Guillaume II était conservateur, et, le déclin économique était à l'origine de cette baisse de popularité, bien que le soutien populaire n'était pas considéré comme important à cette époque. Guillaume III était peu populaire parmi le public, il eut « roi Gorille » pour surnom du fait de son comportement rustre.
La popularité royale commença à augmenter avec l'arrivée de Wilhelmine sur le trône. Elle prôna des réformes nationales, était un important soutien des forces armées s'efforça de relancer l'industrialisation. En 1917, le pays était grossièrement en deux camps : les socialistes dans les villes, et les royalistes ailleurs. Ceci fut perçu lors de la révolution de Troelstra, lors de laquelle Pieter Troelstra gagna le soutien populaire dans les grandes villes mais la campagne soutint la Reine en masse. Wilhelmine fut capable de rassembler le soutien populaire par une « tournée de promotion » dans la campagne avec sa famille — cette démonstration de soutien populaire fut l'instrument utilisé par la reine pour mettre fin à la révolution et stabiliser le gouvernement. Toutefois, Wilhelmine est restée profondément impopulaire dans les villes durant les années 1920 et 1930.
La reine Wilhelmine et la monarchie bénéficièrent d'un fort soutien populaire pendant la Seconde Guerre mondiale. Wilhelmine fut forcée de partir à Londres mais refusa d'être évacuée au Canada (bien que la princesse Juliana y fut envoyée avec ses enfants). Wilhelmine faisait régulièrement des interventions radiophoniques en direction des Pays-Bas occupés et soutint résolument les troupes néerlandaises en exil. Elle devint le symbole de la résistance néerlandaise contre les Allemands, ce qui conduit à l'apparition du terme « WOZO » (« Wilhelmina, Oranje Zal Overwinnen », soit « Wilhelmine, Orange sera Victorieux ») qui était écrit sous forme de graffitis sur tous les murs néerlandais en signe de résistance. La reine coordonna d'autres actions face aux Allemands depuis Londres. Wilhelmine établit un soutien pour la monarchie qui existe encore aujourd'hui.
Bien que différente de Wilhelmine, la reine Juliana obtint un important soutien populaire. Après ses apparitions publiques à la suite des inondations de 1953, Juliana devint une reine « mère de la nation ». La reine Juliana régna alors que les Pays-Bas connaissaient une période de transformation sociale, dans les années 1960 et 1970 contrastant avec la nature d'antan rigide de la société néerlandaise. Juliana était aussi une pacifiste dans une époque où la guerre du Viêt Nam était impopulaire et le nombre d'armes nucléaires augmentait. Les positions supposées socialistes de Juliana et sa nature modeste (elle avait l'image populaire d'être une reine qui préparait elle-même ses propres choux de Bruxelles, se déplaçait à vélo) firent d'elle une reine correspondant à son époque et elle maintint ainsi (voire augmenta) le soutien populaire dont elle bénéficiait de sa mère, et ce en dépit des scandales entourant son mari.
Le soutien populaire déclina au début des années 1980 au début du règne de la reine Beatrix. Elle adopta un style de gouvernement proche de celui de Wilhelmine et était perçue comme froide et distante dans un pays habitué à avoir Juliana comme « grand-mère ». Avec le temps, le pays s'est habitué à son style et sa popularité a de nouveau augmenté. Ceci est principalement dû à l'image publique du prince Claus. Sa déclaration d'amour publique pour Beatrix quelques années avant sa mort le rendirent attachant à beaucoup. Le soutien populaire à la monarchie (qui n'est mesuré régulièrement que depuis le règne de Beatrix) a toujours environné les 85 % depuis le milieu des années 1990 et a atteint son maximum lors du mariage du prince Willem-Alexander avec la princesse Máxima en 2002.
Le soutien populaire était plus volatil les dernières années, du fait des inconvenances du prince Willem-Alexander et des autres membres de la famille royale durant la crise économique. Le prince Willem-Alexander a toujours eu la réputation d'être un « vilain garçon » (il eut le surnom « Prins Pils » (« Prince Lager »).). Il conduisit notamment sa voiture dans le fossé alors qu'il était à l'université. En dépit des efforts visant à le préparer à son rôle de roi (dont d'immersion dans la société, du service militaire et d'un intérêt public pour la gestion de l'eau), il fit quelques choix maladroits qui ont eu des conséquences négatives sur sa popularité. Quand il se fiança à Máxima Zorreguieta (la fille du membre de la junte argentine Jorge Zorreguieta), il la défendit publiquement en citant une lettre décrivant les actions de son père comme étant anodines — la lettre s'est avérée avoir été écrite par Jorge Rafael Videla. Le problème fut réglé lorsque la princesse Máxima décrivit l'action de son mari comme étant « een beetje dom » (« un petit peu stupide ») dans un néerlandais aisé lors de sa première conférence de presse (ceci établit ainsi sa réputation de jeune femme agréable aux Pays-Bas). En 2009, Willem-Alexander et Máxima furent au centre de l'actualité lorsqu'ils ont investi dans un centre de vacances au Mozambique. Même s'il y avait de bonnes raisons de croire que le projet aurait été utile à la population, un investissement à l'étranger lors d'une crise dans un projet impliquant des intermédiaires secrets n'a pas été bien perçu par le public néerlandais. L'achat d'une autre maison de vacances en Argentine la même année fut aussi impopulaire.
En eux-mêmes, ces incidents n'étaient pas importants, cependant ils furent connus du public au moment où d'autres questions relatives aux finances familiales de la famille d'Orange étaient soulevées. Même si les incidents causèrent une légère chute de la popularité dans les sondages (à environ 83 %), cela conduisit à l'augmentation des soutiens à une monarchie pleinement cérémonielle (environ 43 %), à un gel des traitements dus à la famille royale (environ 66 %, voire à une diminution d'environ 33 %) et à la suppression des exemptions royales en matière d'imposition (d'environ 40 %). Le nouveau roi entreprend face a cela quelques actions : il se rapproche du peuple lors de ses déplacements, et inscrit ses filles dans l'école publique du quartier du palais.

## Finances royales
Les palais royaux sont la propriété de l’État néerlandais et sont donnés à l'usage du monarque régnant. Tandis que la maison d'Orange-Nassau possède un grand nombre d'objets personnels, les objets tels que les peintures, les artéfacts historiques, et les bijoux sont généralement associés à l'exercice de la fonction royale ou à la décoration des résidences royales. En tant que tels, ces objets ont une signification culturelle qui va au-delà du simple travail artistique et de la joaillerie, et sont en conséquence placés dans les mains de fondations : la Fondation des archives de la maison d'Orange-Nassau et la Fondation des collections historiques de la maison d'Orange-Nassau. Une partie de la collection est un prêt permanent au musée du palais Het Loo à Apeldoorn et au Rijksmuseum Amsterdam. La reine Juliana a vendu les autres palais royaux et mis les actifs culturels (peintures, antiquités, livres, etc.) entre les mains de fondations non personnelles.
Les regalia du royaume des Pays-Bas comprennent la couronne, l'orbe, le sceptre, et l'épée d'État, la bannière royale et le manteau d'hermine qui ont été placés dans les biens de la Fondation des propriétés de la Couronne. La fondation détient aussi les objets utilisés lors des cérémonies officielles tels que la voiture hippomobile, la table d'argent et le service du dîner. Le fait de placer ces biens dans les mains d'une fondation garantit qu'ils vont rester perpétuellement à la disposition du monarque.
Les archives royales abritent les archives personnelles de la famille royale. Cela inclut les livres, les photographies, les œuvres d'art et les musiques de la maison d'Orange-Nassau. La bibliothèque ouvrit en 1813, après le retour des Orange-Nassau aux Pays-Bas. Le roi Guillaume Ier autorisa la bibliothèque du stathouder à rester au sein de la bibliothèque royale de La Haye. La bibliothèque contient une collection de 70 000 livres, journaux et brochures. La médiathèque contient 6 000 enregistrements musicaux remontant au XVIIIe siècle.
La loi relative aux finances de la maison royale de 1972 tel qu'amendée en 2008 établit des allocations pour le monarque, l'héritier au trône et les souverains ayant abdiqué. Des dispositions existent pour leurs conjoints (et, en cas de décès, pour le conjoint survivant). L'allocation a deux composantes : le revenu (le composant A) et le personnel et matériel (le composant B). L'augmentation ou la diminution annuelle de l’allocation sont prévues : pour l'élément A, il est lié au changement annuel du salaire du vice-président du Conseil d'État ; l'élément B est lié à l'évolution du salaire des fonctionnaires et au coût de la vie.
En 2009, le gouvernement décida que le budget annuel des Pays-Bas devait montrer de manière transparente le coût de la maison royale, dont certains montants étaient pris en charge par plusieurs ministères gouvernementaux. Trois ensembles de coûts sont séparément alloués dans le budget annuel de la maison royale (Budget I du budget annuel de l'État). Ce sont :
- Les allocations payées en vertu de la loi relative aux finances de la maison royale.
- Les dépenses contractées dans l’exercice des fonctions officielles. Cela inclut les coûts qui ont été précédemment pris en charge par des ministères (l'Intérieur, Transport et gestion de l’Eau, Santé et Aide sociale) et qui sont maintenant attribués au budget royal par souci de transparence. Cela inclut aussi les coûts liés aux vols royaux et au yacht royal, le Groene Draeck.
- Les autres dépenses liées à la gestion de la maison royale. Il s'agit des dépenses liées au service d'information du gouvernement (AZ/RVD) concernant la maison royale, le coût du ménage militaire royal, le cabinet du roi et les voyages et autres coûts contractés des visites d’État dans les îles BES, à Aruba, Curaçao, Saint-Martin, et Saint-Eustache.

Les coûts liés à la sécurité des membres de la maison royale, les visites d’État et la maintenance et les frais d'entretien des palais royaux (qui sont considérés comme des monuments nationaux) continuent d'être financés par le budget des ministères appropriés et ne sont pas inclus dans le budget de la maison royale.
D'après le budget annuel de 2010, l'allocation budgétaire pour la maison royale en 2010 est de 39,643 millions d'euros. Cela inclut les catégories suivantes de dépenses (données 2010) :
- Les allocations payées à la reine, au prince d'Orange et à la princesse Máxima en vertu de la loi relative aux finances de la maison royale. La somme totale est de 7,102 millions d'euros.
- Les dépenses relatives à l’exécution des fonctions officielles. La somme totale est de 26,818 millions d'euros.
- Les autres dépenses liées à la gestion de la maison royale représentant environ 5,728 millions d'euros.

### Textes légaux

#### Constitution
- Statut du royaume des Pays-Bas (lire en ligne)
- (nl) Statuut voor het Koninkrijk der Nederlanden (lire en ligne)
- Constitution du royaume des Pays-Bas (lire en ligne)
- (nl) Grondwet voor het Koninkrijk der Nederlanden (lire en ligne)

#### Lois
- (nl) Loi relative à l’ordre d'Orange-Nassau [« Wet instelling van de Orde van Oranje-Nassau »] (lire en ligne)
- (nl) Loi relative à l'ordre du Lion néerlandais [« Wet instelling van de Orde van de Nederlandse Leeuw »] (lire en ligne)
- (nl) Loi relative à l’ordre militaire de Guillaume [« Wet instelling Militaire Willems-Orde »] (lire en ligne)
- (nl) Loi sur le statut financier de la maison royale [« Wet financieel statuut van het Koninklijk Huis »] (lire en ligne)
- Loi relatives aux finances de la maison royale [« Wet financieels statuut van het Koninklijk Huis »], 1972 (lire en ligne)

### Ouvrages
- (nl) E. J. Janse de Jonge, S. C. van Bijsterveld, A. K. Koekkoek et al., La Constitution — un commentaire article par article systématique [« De Grondwet — een systematisch en artikelsgewijs commentaar »], A.K.Koekkoek, W. E. J. Tjeenk Willink, 2000, 3e éd. (ISBN 90-271-5106-7)
- Guy Thewes, Les gouvernements du Grand-Duché de Luxembourg depuis 1848, 2006